# Masonica
Masonica est la journée du livre maçonnique de Bruxelles, biennale consacrée au livre et à l'écrit, créée en 2013 et organisée au printemps. Il s’agit d’une initiative de francs-maçons, issus de deux loges maçonniques du Grand Orient de Belgique, dont le journaliste Jiri Pragman.    
La journée a pour ambition de faire découvrir la littérature maçonnique, de permettre la rencontre entre auteurs et lecteurs et de réunir spécialistes et profanes dans les temples maçonniques de la rue de Laeken afin d'assister à des conférences et tables-rondes.   
La journée du livre Masonica a bénéficié en 2013 du soutien de la Ville de Bruxelles, de la Fédération Wallonie-Bruxelles et de plusieurs obédiences belges.

## Histoire
Inspirée par la multiplication des salons francs-maçons dans de nombreuses villes françaises, des francs-maçons belges ont décidé en 2013 d'organiser un évènement similaire ouvert  au public en organisant « Masonica ». Le nom latin est choisi car il « transcende les six langues dans lesquelles les maçons travaillent » en Belgique . Sous l'impulsion de deux journalistes, dont Jiri Pragman et un libraire (La Cale sèche), tous trois issus des loges « Fraternité » et « Les Amis philanthropes » du Grand Orient de Belgique, le projet voit le jour. 
Le 21 avril 2013, s'ouvre la première journée du livre maçonnique de Bruxelles dans les bâtiments maçonniques, sis 73 et 79 rue de Laeken,. L'édition présente diverses conférences et tables-rondes dont une modérée par Jef Asselbergh, grand maître du Grand Orient de Belgique depuis 2011. Les thématiques abordées sont entre autres : le symbolisme, le roman maçonnique, les femmes en franc-maçonnerie, la vulgarisation de la maçonnerie, etc. De nombreux auteurs français et belges, des illustrateurs et des artistes participent à la journée du livre maçonnique de Bruxelles. Les visiteurs peuvent également découvrir le musée belge de la Franc-maçonnerie et divers temples maçonniques (temple Moyen, temple Anglais). 

Masonica 2015

Masonica est soutenue par six obédiences maçonniques belges : le Grand Orient de Belgique, la Fédération belge du Droit humain, la Grande Loge féminine de Belgique, la Grande Loge de Belgique, la Grande Loge régulière de Belgique et Lithos - Confédération de loges. Celles-ci tiennent un stand lors de la journée du livre maçonnique. 

La première édition de Masonica a connu un certain succès. Son affluence est évaluée à 1 400 personnes, aussi bien francs-maçons que profanes. 

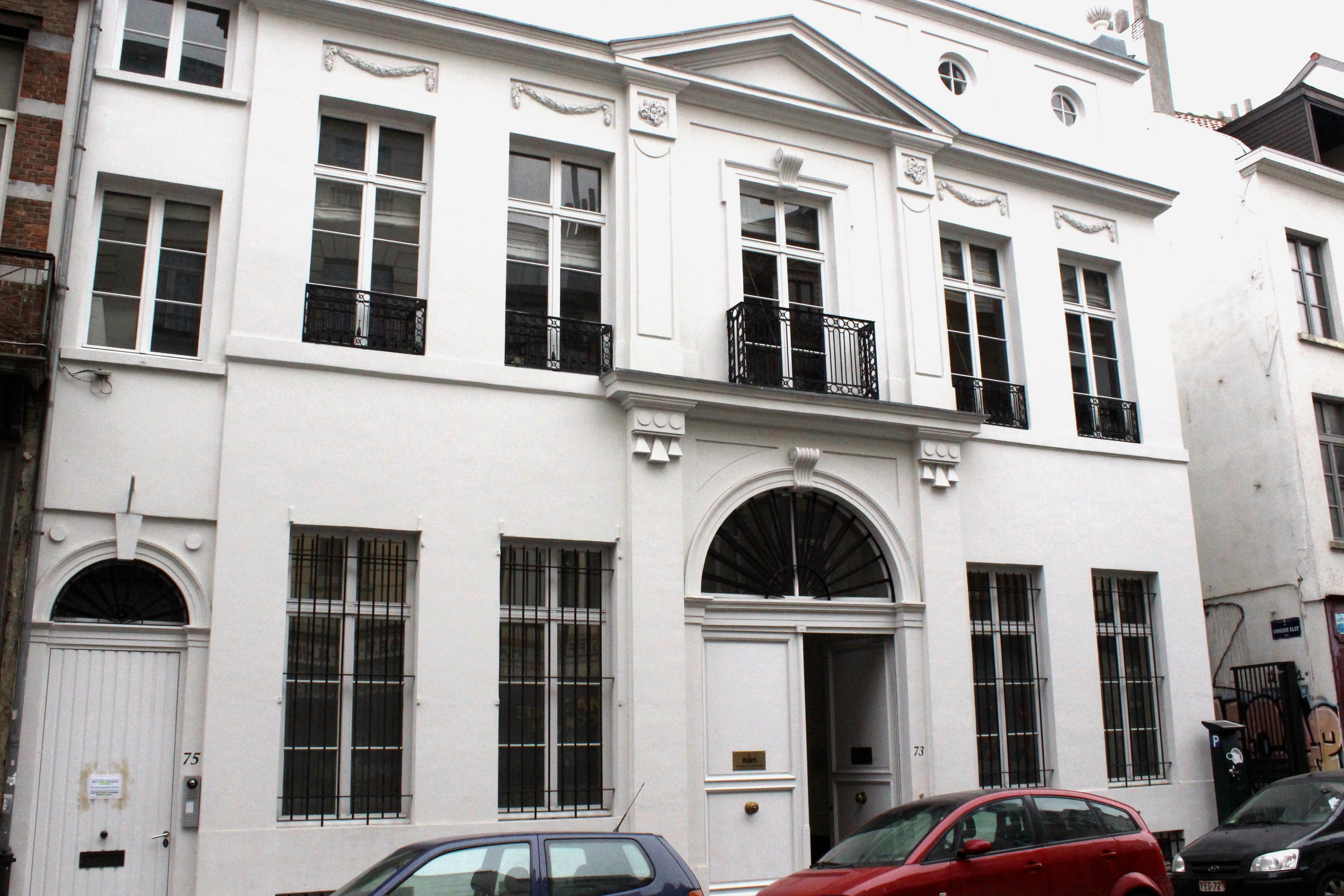
Façade du musée belge de la Franc-maçonnerie, sis 73 rue de Laeken.

La seconde édition a eu lieu le 26 avril 2015. Masonica 2015 a vu divers auteurs d'ouvrages à caractère maçonnique participer à des tables rondes, donner des conférences, dédicacer leurs livres dans les locaux maçonniques du 79 rue de Laeken dont le « Grand temple » à l'architecture néo-égyptienne, le plus grand temple d'Europe continentale . Le musée belge de la franc-maçonnerie sera également ouvert pour l'occasion.
La troisième édition, Masonica 2017, est prévue le dimanche 30 avril 2017. 

## Participants célèbres
Qu'ils participent aux conférences et débats ou simplement aux dédicaces, une cinquantaine d'auteurs et illustrateurs, belges et français, sont présents lors de la biennale. Parmi les personnalités présentent lors de l'édition 2013 et celles annoncées pour 2015, on trouve notamment :
- Pierre-Valéry Archassal

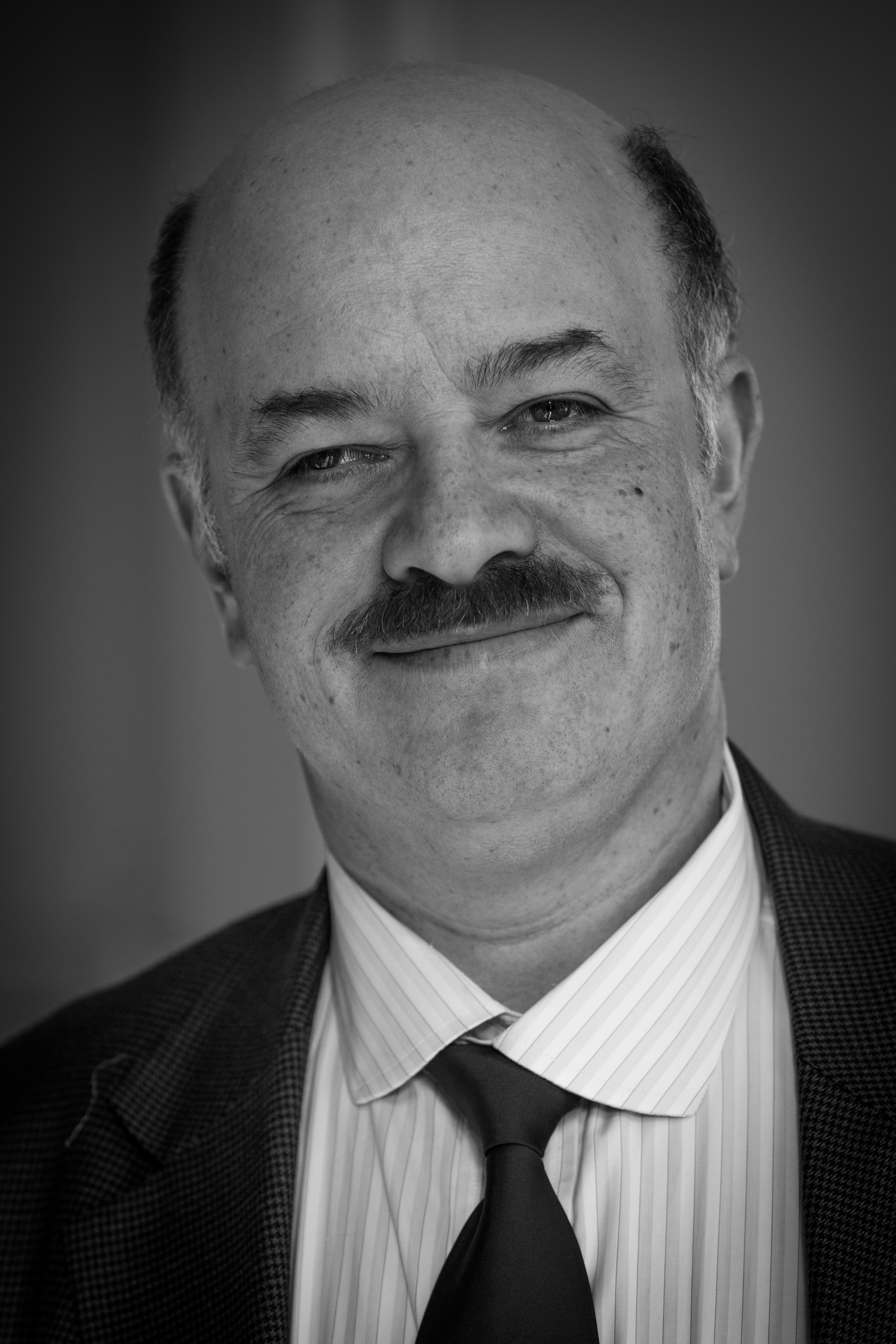
Alain Bauer
- Pierre-Yves Beaurepaire
- Philippe Benhamou
- Arnaud de la Croix
- Roger Dachez
- Claude Darche
- Hervé Hasquin
- Eric Giacometti
- Pierre Mollier
- William Pesson
- Jiri Pragman
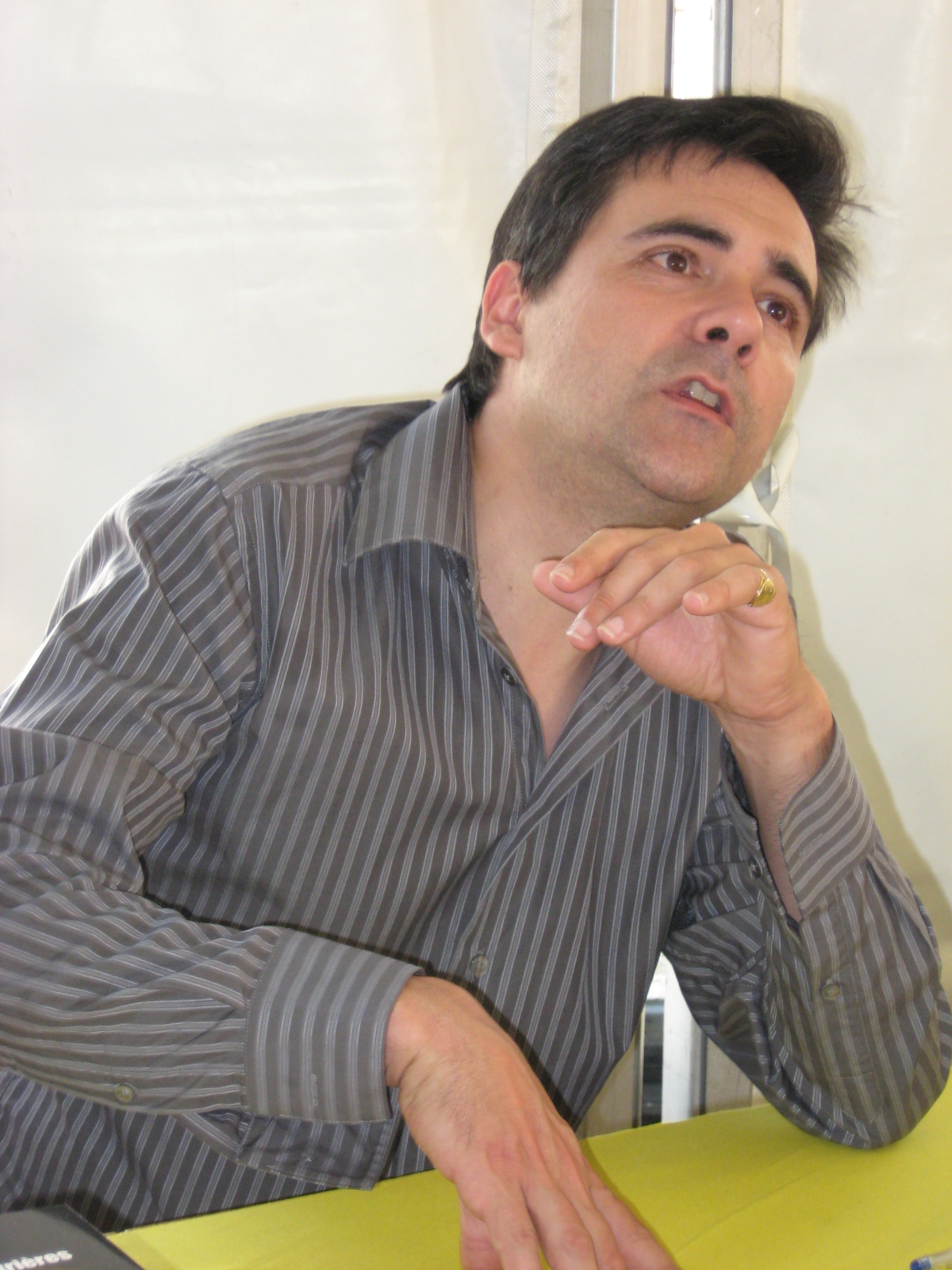
Jacques Ravenne
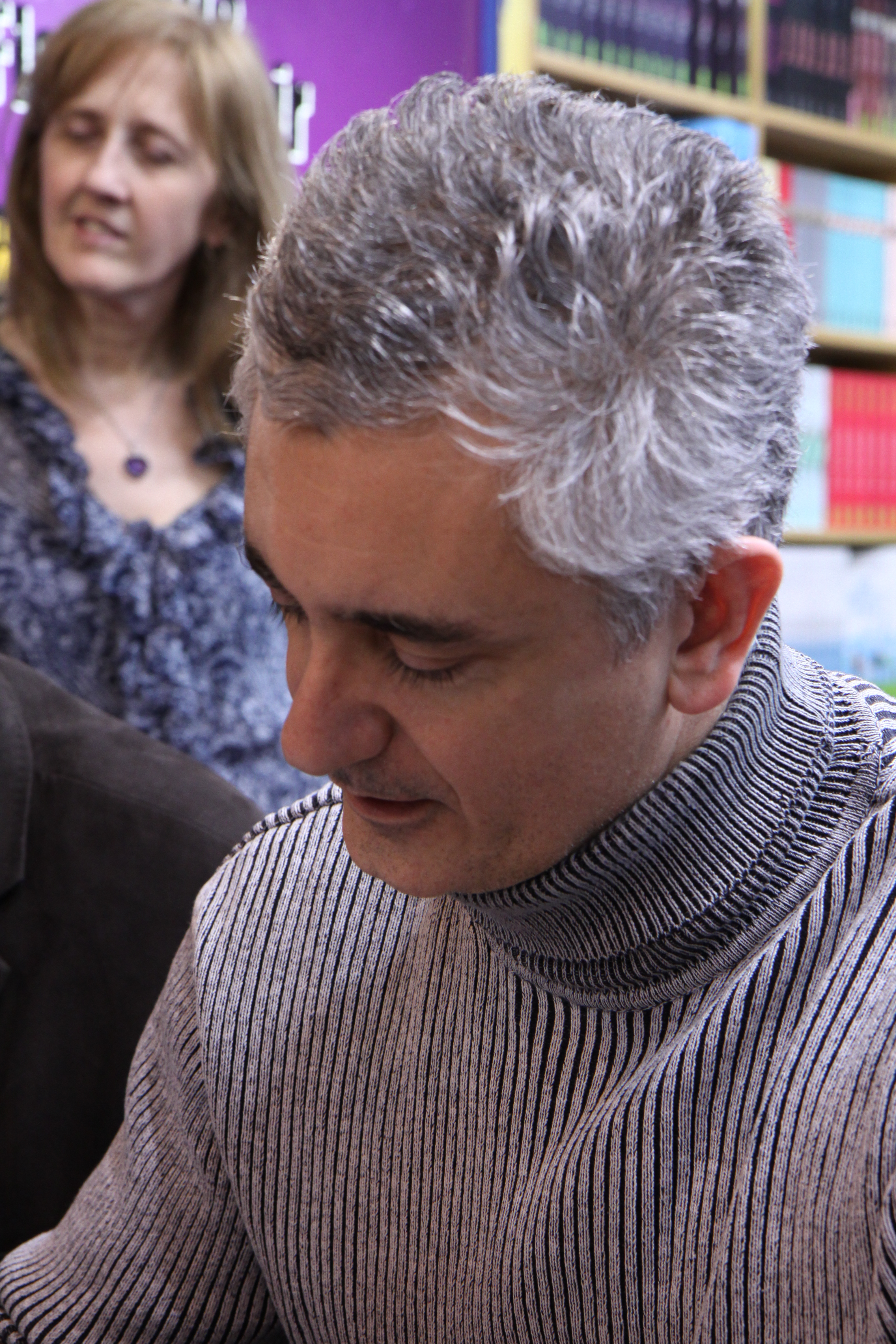
Eric Giacometti
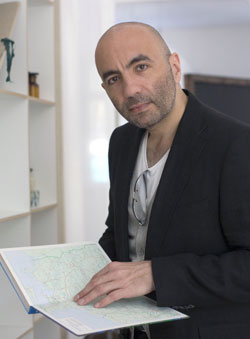
Pierre-Valéry Archassal
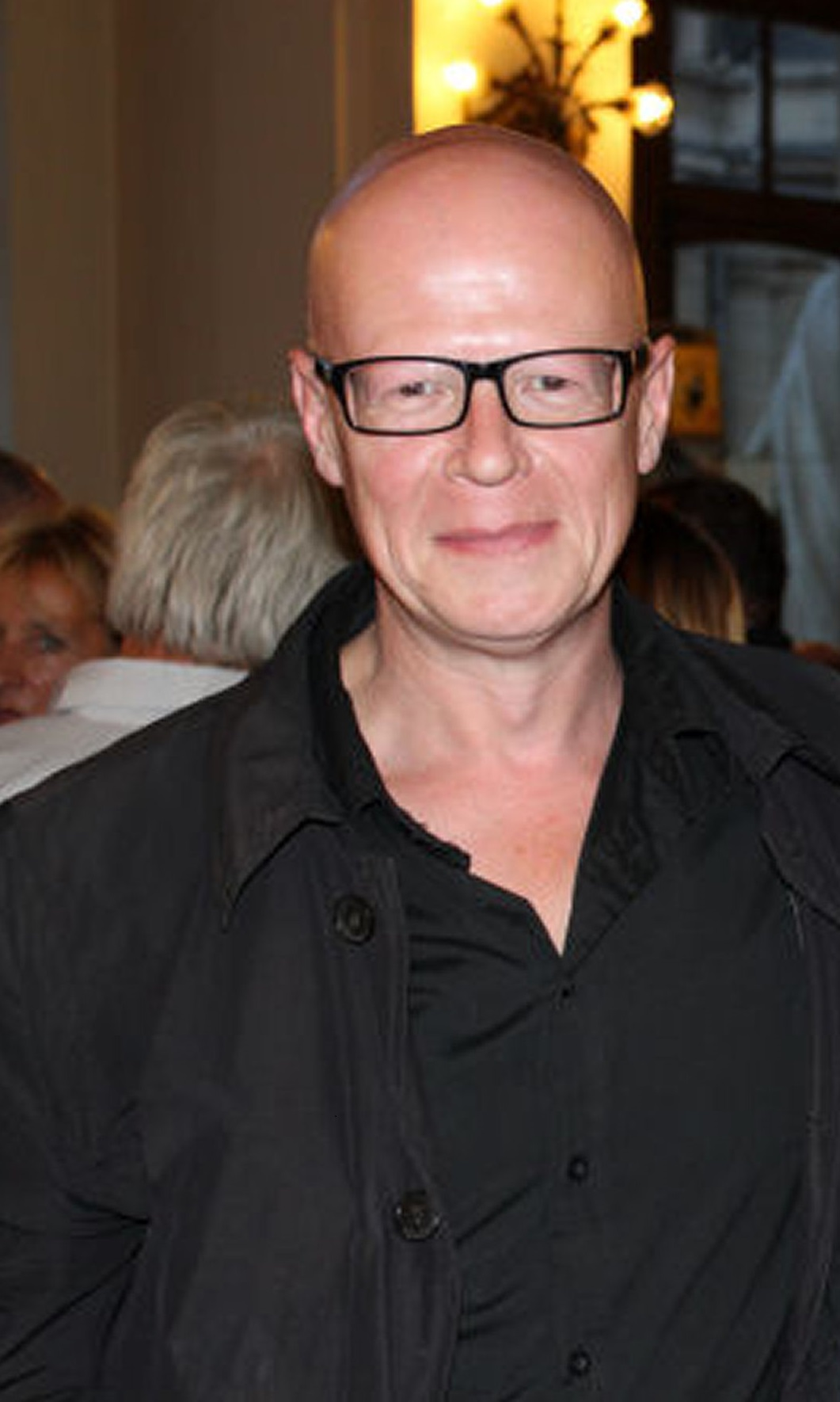
Arnaud de la Croix
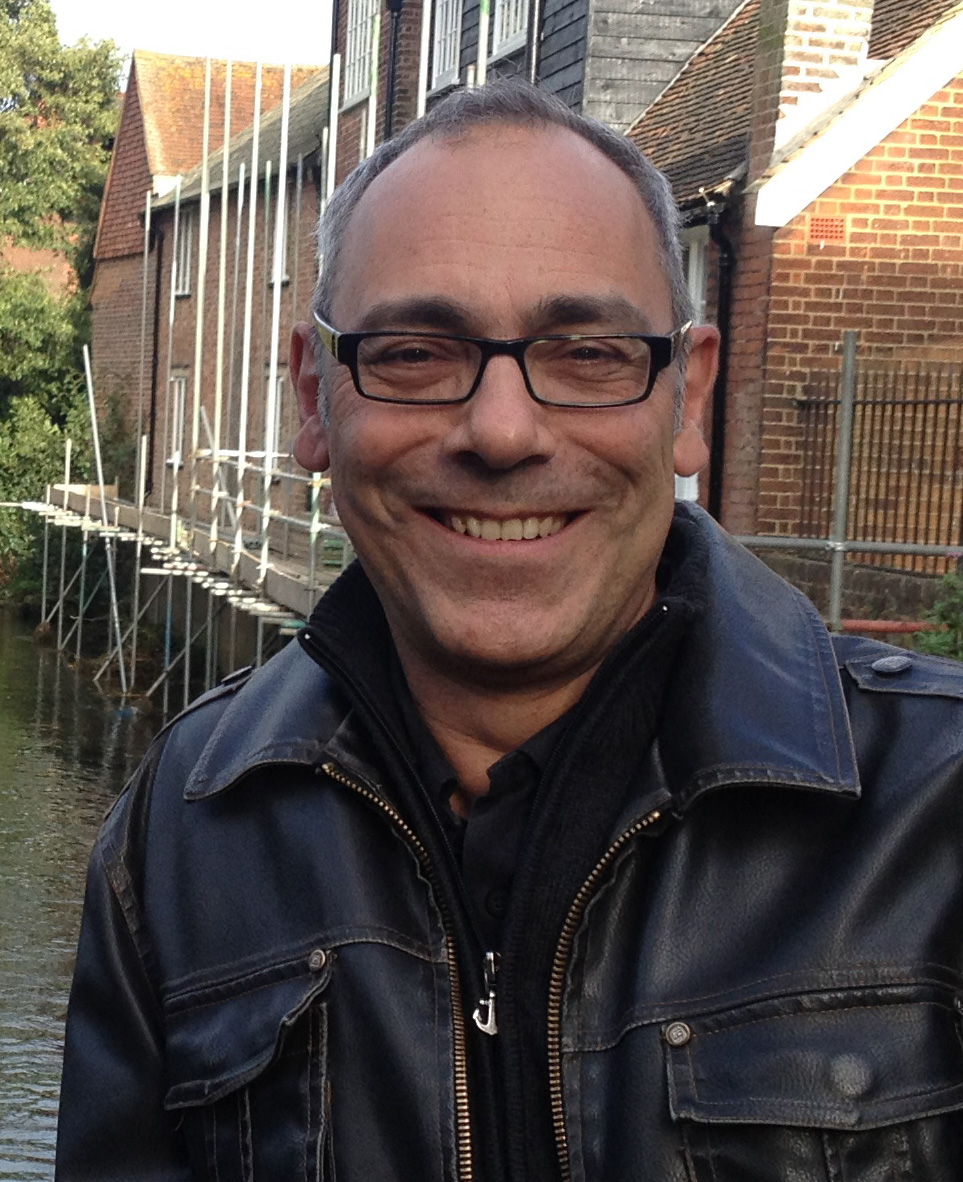
Philippe Benhamou

- Laurence Vanin
- Jean Verdun
- Jean van Win

- Alain Bauer
- Jacques Ravenne
- Eric Giacometti
- Pierre-Valéry Archassal
- Arnaud de la Croix
- Philippe Benhamou